# Jirapong Meenapra
Jirapong Meenapra (en thaï, จิระพงศ์ มีนาพระ, RTGS : Chiraphong Minaphra, né le 11 mai 1993 à Surat Thani) est un athlète thaïlandais, spécialiste du sprint.

## Carrière
Lors des Jeux olympiques de la jeunesse, il termine 5e du 100 m. Dans l'équipe nationale de relais 4 x 100 m, il est généralement le troisième relayeur.
Le 22 avril 2019, il bat avec ses coéquipiers Ruttanapon Sowan, Bandit Chuangchai et Siripol Punpa, le record national du relais 4 x 100 m en 38 s 72 qui datait de 2000, avant de remporter la médaille d’or en 38 s 99 lors des Championnats d'Asie 2019.

## Palmarès
| Date | Compétition                 | Lieu        | Résultat | Épreuve   | Temps   |
| ---- | --------------------------- | ----------- | -------- | --------- | ------- |
| 2012 | Championnats d'Asie juniors | Colombo     | 1er      | 4 x 100 m | 40 s 21 |
| 2014 | Jeux asiatiques             | Incheon     | 4e       | 4 x 100 m | 39 s 08 |
| 2017 | Championnats d'Asie         | Bhubaneswar | 2e       | 4 x 100 m | 39 s 38 |
| 2017 | Universiade                 | Taipei      | 5e       | 4 x 100 m | 39 s 22 |
| 2019 | Championnats d'Asie         | Doha        | 1er      | 4 x 100 m | 38 s 99 |

## Records
| Épreuve | Épreuve   | Performance | Lieu      | Date             |
| ------- | --------- | ----------- | --------- | ---------------- |
| 100 m   | Plein air | 10 s 39     | Chiangmai | 11 décembre 2012 |